# Geogarypus connatus
Geogarypus connatus är en spindeldjursart som beskrevs av Harvey 1986. Geogarypus connatus ingår i släktet Geogarypus och familjen Geogarypidae. Inga underarter finns listade i Catalogue of Life.